# Многогрешные
Многогрешные — украинский дворянский род, существовавший с XVII века. Его основателем стал Демьян Игнатьевич Многогрешный (1631—1703) — гетман Войска Запорожского в 1669—1672 годах. Многогрешные происходили из казачества, либо (по альтернативной версии) были ветвью шляхетского рода Игнатовичей.
На фамильном гербе Многогрешных изображены стрела и меч в красном поле, опрокинутые в андреевский крест.